# 夢の途中で
「夢の途中で」（ゆめのとちゅうで）は、2017年8月 - 9月に、NHKの音楽番組『みんなのうた』で放送された楽曲。

## 概要
夢をみつめて迷いながらも応援してくれる人がいる温かさを歌にした曲。
シンガーソングライターの池田綾子が作詞・作曲および歌唱を担当する。
池田は『みんなのうた』では4曲目の出演にして初の5分間1曲枠の楽曲であり、歌唱は「ひらら恋胡蝶」（2013年2月 - 3月）、作詞・作曲は「うたの歌」（2011年10月 - 11月）以来となる。
池田は本曲について「想い悩むその向こう側には必ず優しさが待っている。どんな状況にあっても、誰かが誰かを想っている。その優しい繋がりを胸に持ちながら、夢への階段をまた一歩進んでいく「光と影」を、同じだけ感じて、大切に書き上げました」と語っている。
番組7回目の参加で初めて5分間1曲枠の楽曲を担当する木下洋子がアニメーションを制作。
映像では人間社会で働くペンギンが夢の中で迷いながら船を漕いだり、空を見上げながら故郷を思い出す様子が描かれている。
初回放送から4か月後の2017年12月 - 2018年1月にお楽しみ枠で初めて再放送された。
また、本曲は2017年8月9日より配信限定シングルとして発売されている。